# Danmarks Jægerforbund
Danmarks Jægerforbund har cirka 50 ansatte i Jagtens Hus ved Kalø i Syddjurs kommune. Jægerforbundets bliver ledet af hovedbestyrelsen med Claus Lind Christensen som formand.
Jægerforbundets har til formål at varetage medlemmernes jagtlige interesser i enhver henseende samt højne medlemmernes jagtetik og jagtens omdømme.
Jægerforbundets har cirka 97.000 medlemmer og er blandt Danmarks største 'grønne' organisationer. Medlemmerne bruger cirka 200 millioner kroner af deres privatøkonomi til naturbesvarelse, herunder etablering af læhegn, vildtstriber, vandhuller og søer. Hertil kommer, at jægerne via jagttegnsafgiften bidrager med omkring 100 millioner til vildtforskning og naturudvikling.
Hovedparten af Jægerforbundets medlemmer er organiseret i de cirka 900 lokale jagtforeninger, der er opdelt i otte kredse. Danmarks Jægerforbund har sæde i næsten alle kommunale grønne råd. Desuden samarbejder jægerforbundet med offentlige og private organisationer inden for miljø og natur, landbrug og skovbrug, samt afsætning og anvendelse af vildt. Jægerforbundet vedtog i 2019 at bly skulle forbydes i ammunition, og det blev indført som dansk lov i 2022 for riffelammunition, gældende fra 1. april 2024.
Magasinet Jæger, der udkommer 11 gange årligt, er Danmarks Jægerforbunds medlemsmagasin.

## Reference
1. 1 2 3 4  http://www.jaegerforbundet.dk/Om-DJ.447.aspx Danmarks Jægerforbund. Hentet den 14. juni 2013.
2. ↑  http://www.jaegerforbundet.dk/Hovedbestyrelse-.865.aspx Arkiveret 3. juli 2014 hos  Wayback Machine Danmarks Jægerforbund, hovedbestyrelsen. Hentet den 14. juni 2013.
3. ↑  "Som det første land i verden forbyder Danmark blyammunition". DR. 30. juni 2022.
4. ↑  Magasinet Jæger - Danmarks Jægerforbund